# IJshockeykaarten

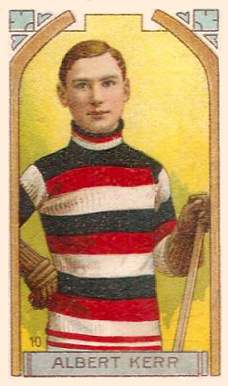
Albert Kerr, speler van de Ottawa Senators, op een ijshockey-kaart van Imperial Tobacco Canada, circa 1910-11

Een IJshockeykaart is een soort ruilkaart, gewoonlijk gedrukt op een soort karton, met één of meer ijshockeyspelers of een ander ijshockeygerelateerd thema, en worden gewoonlijk aangetroffen in landen als Canada, de Verenigde Staten, Finland en Zweden, waar ijshockey een populaire sport is en er professionele competities bestaan. Op de voorzijde staat gewoonlijk een afbeelding van het onderwerp met identificerende informatie zoals naam en team. Op de keerzijde kunnen statistieken, biografische informatie of, zoals veel van de eerste kaarten deden, reclame staan. Er is geen vaste grootte of vorm voor ijshockeykaarten, die kan variëren van rechthoekig tot rond, maar moderne Noord-Amerikaanse kaarten zijn gewoonlijk gestandaardiseerd op een rechthoekig formaat van 6,4 cm bij 8,9 cm.

## Geschiedenis
De eerste ijshockeykaarten zaten in sigarettenpakjes van 1910 tot 1913, vervaardigd door Imperial Tobacco Canada voor het eerste seizoen van de NHL. De set van 1910 telde in totaal 36 kaarten, elk met een illustratie van een speler. Na de Eerste Wereldoorlog werd nog slechts één set sigaretten uitgegeven, tijdens het seizoen 1924-25 door Champ's Cigarettes. De biografie van NHL-speler Billy Coutu bevat een voorbeeld van één van de 40 kaarten die in die tijd werden uitgegeven.
In de jaren '20 werden sommige ijshockey-kaarten gedrukt door voedsel- en snoepbedrijven, zoals Paulin's Candy, Maple Crispette, Crescent, Holland Creameries en La Patrie.
Tot 1941 drukte O-Pee-Chee ijshockey-kaarten, maar stopte de productie voor de Tweede Wereldoorlog. Vermoedelijk had de betrokkenheid van de VS bij de oorlog in 1941 invloed op de ijshockeykaarten-markt, ook omdat Canada al sinds 1939 in oorlog was.
IJsockeykaarten verschenen opnieuw in 1951-52, uitgegeven door Toronto's Parkhurst Products. Brooklyn's Topps Chewing Gum begon ijshockey kaarten te drukken in 1954-1955. Parkhurst en Topps produceerden geen kaarten voor het 1955-56 seizoen, maar keerden terug voor 1957-58.
In de jaren '60 werden enkele ijshockey kaart- en ijshockey muntensets uitgegeven door voedingsbedrijven, waaronder Shirriff Desserts, Salada Tea en York Peanut Butter.
Andere bedrijven die ijshockeykaarten maakten zijn Pinnacle, Pacific, Pro Set, Upper Deck, In The Game, Panini, Score, en verschillende fabrikanten uit het begin van de jaren '90 (7th Inning Sketch, Classic, enz.). Esso gaf in het begin van de jaren '70 korte tijd ijshockeykaarten ter grootte van een postzegel uit op zacht papier, in ruil voor benzineaankopen.

### IJshockeykaarten van na de lock-out (2005-heden)

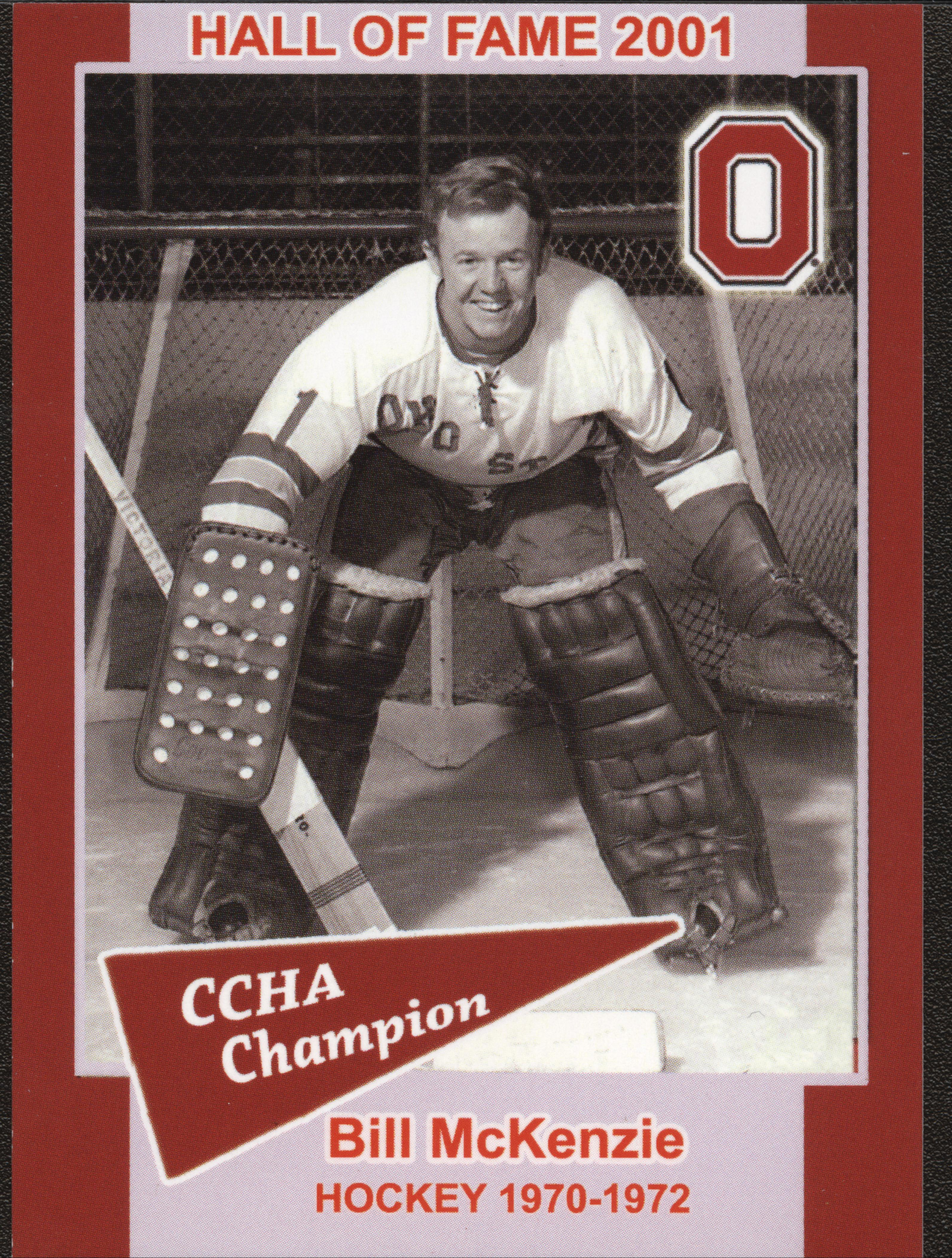
Promotionele kaart van Bill McKenzie, 2001

Na de lock-out van de National Hockey League, waardoor het NHL-seizoen 2004-05 geannuleerd werd, veranderde de markt voor ijshockeykaarten drastisch. Voor de lock-out hadden Upper Deck, Pacific, Topps en In The Game Trading Cards allemaal een licentie van de NHL en NHLPA om ruilkaarten te produceren met NHL spelers en logo's. Na de lock-out kreeg Upper Deck een exclusief contract van beide partijen. Upper Deck betaalde 25 miljoen dollar over 5 jaar voor deze deal met de NHLPA. Zonder licenties, produceerde Topps geen ijshockeykaarten. Pacific ging failliet en produceerde zijn laatste set net voor de NHL lock-out. In The Game bleef ijshockeykaarten produceren zonder NHL en NHLPA licenties. Zij tekenden huidige en gepensioneerde NHL spelers voor individuele contracten, die het gebruik van hun gelijkenissen en handtekeningen toestonden. In The Game tekende ook licentieovereenkomsten met de CHL, de AHL en Hockey Canada om spelers en logo's van deze organisaties te gebruiken in hun producten. Voorafgaand aan het NHL-seizoen 2010-11 verlengde Upper Deck zijn licentie en verleenden de NHL en de voorafgaande NHLPA een licentie aan Panini. Na het NHL-seizoen 2013-14 kreeg Upper Deck de exclusieve rechten en verloor Panini zijn licentie.